# ZONES
ZONES（ゾネス、3月28日 - ）は、日本の女子プロレスラー。栃木県日光市出身。

## 所属
- プロレスリングEvolution（2023年 - ）

## 経歴
2022年5月23日に広告代理店のステータス社が設立した女子プロレス運営会社「Evolution」の所属として最初にデビューした3人のレスラーのうちの一人。同期はChi Chiとサニー（2023年12月17日引退）で、2023年3月31日に新木場1stRINGで行われた『Evolution旗揚げ戦』で3人同時にデビューした。ZONESは第2試合で山下りなとのシングルマッチに臨み、ラリアットからの片エビ固めで敗れた。
2023年5月18日、デビュー3戦目の全日本プロレス新木場1stRING大会ではじめて他団体の大会に出場。Chi Chi&SAKIと組んで清水ひかり&櫻井裕子&網倉理奈組と対戦。
2023年9月10日、OZアカデミー新宿FACE大会で松本浩代と組んでAKINO&狐伯組と対戦したタッグマッチで初勝利。同年10月28日に中華人民共和国上海市での格闘技イベント「精武探JFC」で組まれたChi Chiとのシングルマッチで自力での初勝利をあげる。
2023年11月6日、センダイガールズプロレスリング主催のデビュー3年未満の選手による「じゃじゃ馬トーナメント」の第5回大会の開催が発表され、Chi Chiとともにエントリー。1回戦と準決勝が行われた2023年12月8日の新木場1stRING大会で、1回戦で仙女所属の丸森レア、準決勝で同門のChi Chiに勝利して決勝へ進出した。決勝は2024年1月7日に新宿FACE大会にて行われ、Alma Libre所属の鈴木ユラを破り、優勝した。

## タイトル歴
プロレスリングEvolution
- Evolution Strong Women's Champion

センダイガールズプロレスリング
- じゃじゃ馬トーナメント2023 優勝